# Gnathostomula peregrina
Gnathostomula peregrina är en djurart som tillhör fylumet käkmaskar, och som beskrevs av Kirsteuer 1969. Gnathostomula peregrina ingår i släktet Gnathostomula och familjen Gnathostomulidae. Inga underarter finns listade i Catalogue of Life.